# Чемпіонат Франції з баскетболу
Чемпіонат Франції з баскетболу (спонсорська назва Betclic Еліт; фр. Betclic Élite) — найвищий дивізіон Франції з баскетболу.
Турнір засновано у 1921 році. З 1987 року лігою керує спеціальна створена організація Національна баскетбольна ліга.

## Формат
У сезоні 1985–86 років чемпіона Франції визначився виключно іграми ліги. Відтоді формат фіналів ліги змінювався багато разів.
З сезону 2003–04 років і до сезону 2006–07 років у Лізі Про А виступало 18 команд.
З сезону 2024–25 років ліга складається з 16 команд.
Усі 16 команд ЛНБ Еліт грають одна з одною двічі у регулярному сезоні. Після закінчення регулярного сезону вісім найкращих команд кваліфікуються до плей-оф, де визначають чемпіона Франції. Дві команди з найгіршими результатами регулярного сезону вибуваають до другого дивізіону (Про Б).

## Історичні назви
- 1920–1949: Excellence
- 1949–1963: Національ
- 1963–1965: Прем'єр-дивізіон
- 1965–1987: Національ 1
- 1987–1992: Національ 1 А
- 1992–93: Національ A1
- 1993–2018: Про А
- 2018–2021: Jeep Élite (титульним спонсором став ще наприкінці сезону 2017–18 років)[4]
- 2021–наш час Betclic Еліт[1]

## Список клубів за титулами
| Клуб                  | Т  | Переможні сезони |
| --------------------- | -- | --- |
| АСВЕЛ                 | 21 | 1949–50, 1950–51, 1951–52, 1954–55, 1955–56, 1956–57, 1963–64, 1965–66, 1967–68, 1968–69, 1970–71, 1971–72, 1974–75, 1976–77, 1980–81, 2001–02, 2008–09, 2015–16, 2018–19, 2020–21, 2021–22 |
| Лімож                 | 11 | 1982–83, 1983–84, 1984–85, 1987–88, 1988–89, 1989–90, 1992–93, 1993–94, 1999–00, 2013–14, 2014–15                                                                                           |
| Елан Беарне           | 9  | 1985–86, 1986–87, 1991–92, 1995–96, 1997–98, 1998–99, 2000–01, 2002–03, 2003–04 |
| Мюлуз                 | 7  | 1923–24, 1924–25, 1925–26, 1927–28, 1928–29, 1929–30, 1930–31 |
| Ле-Ман                | 5  | 1977–78, 1978–79, 1981–82, 2005–06, 2017–18 |
| Расінг Париж          | 4  | 1950–51, 1952–53, 1953–54, 1996–97 |
| Баньоле               | 3  | 1960–61, 1961–62, 1966–67 |
| Олімпік Антіб         | 3  | 1969–70, 1990–91, 1994–95 |
| Стад Франсе           | 2  | 1920–21, 1926–27 |
| Реймс                 | 2  | 1931–32, 1932–33 |
| КАМ Мюлуз             | 2  | 1934–35, 1936–37 |
| СКПО Париж            | 2  | 1935–36, 1937–38 |
| Метро Париж           | 2  | 1938–39, 1941–42 |
| Гренобль              | 2  | 1942–43, 1943–44 |
| Шарлевіль-Мезьєр      | 2  | 1957–58, 1959–60 |
| Університет Париж     | 2  | 1946–47, 1962–63 |
| Берк                  | 2  | 1972–73, 1973–74 |
| Тур                   | 2  | 1975–76, 1979–80 |
| Шораль Роанн Баскет   | 2  | 1958–59, 2006–07 |
| Нансі                 | 2  | 2007–08, 2010–11 |
| Елан Шалон            | 2  | 2011–12, 2016–17 |
| Монако                | 2  | 2022–23, 2023-24 |
| Лілль                 | 1  | 1921–22 |
| Аррас                 | 1  | 1922–23 |
| Олімпік Лілль         | 1  | 1933–34 |
| Чемпіони Спорту       | 1  | 1944–45 |
| ЕССМЖ Ліон            | 1  | 1945–46 |
| Юніон Атлетік Марсель | 1  | 1947–48 |
| Денен                 | 1  | 1964–65 |
| Страсбур              | 1  | 2004–05 |
| Шоле Баскет           | 1  | 2009–10 |
| Нантер 92             | 1  | 2012–13 |
| Париж                 | 1  | 2024–25 |